# James Ebenezer Bicheno
Pour les articles homonymes, voir Bicheno.
James Ebenezer Bicheno, né le 25 janvier 1785 à Newbury dans le Berkshire et mort le 25 février 1851 à Hobart en Tasmanie, est un administrateur colonial et botaniste britannique.

## Biographie
James Ebenezer Bicheno est le fils du révérend James Bicheno, ministre de l'Église baptiste de Newbury (Berkshire).
Il est nommé secrétaire colonial de la Terre de Van Diemen en septembre 1842. C’est un botaniste amateur qui expérimente certaines cultures végétales dans sa petite ferme sur les berges de la New Town Rivulet.
Il fait paraître plusieurs articles sur la botanique et l’histoire naturelle dans les Transactions of the Linnean Society of London et les Transactions of the Royal Society of Tasmania. Il assiste Sir William Jardine (1800-1874) dans la préparation des deux volumes des Illustrations of Ornithology (Édimbourg, 1830). Il donne des conférences de botanique au Mechanics' Institute. Il est membre de la Société linnéenne de Londres

## Plantes décrites
Trois plantes décrites en 1819 :
- Juncus coenosus ;
- Juncus supinus ;
- Luzula sylvatica.

## Commémoration
- Bicheno, une ville sur la côte est de Tasmanie porte son nom.
- Le passereau, le diamant de Bichenov (Taeniopygia bichenovii), lui a été dédié par Nicholas Aylward Vigors (1785-1840) et Thomas Horsfield (1773-1859).